# Via Francigena
Via Francigena er navnet på den gamle vej, som rejsende fra især Frankrig brugte for at komme til Rom. I middelalderen var den en vigtig rute for de pilgrimme, der kom fra Nordvesteuropa og som skulle til Rom eller Jerusalem via havnene i Apulien (Bari, Brindisi og Otranto).

## Pilgrimsfærd til Rom
Den ældste beskrivelse af Via Francigena stammer fra det 10. århundrede, da ærkebiskoppen Siger af Canterbury rejste til Rom ad denne vej for at blive bispeviet af paven. Den var en af de vigtigste pilgrimsveje gennem hele middelalderen, men antallet af pilgrimme nåede aldrig samme antal, som på Jakobsvejen til Santiago de Compostela. Hvert år benytter et mindre antal pilgrimme stadig denne vej for at komme til Rom.
Via Francigena var ikke én bestemt vej, men blev udgjort af et netværk af mulige ruter, hvis popularitet skiftede alt efter årstid, politiske situation eller hvor populære de helligdomme, som lå langs de forskellige veje var på det pågældende tidspunkt. Fx kunne de rejsende vælge mellem tre eller fire mulige pas over Alperne og Appenninerne, og Lombarderne betalte gerne for vedligeholdelsen og beskyttelsen af veje, der også blev benyttet til handel, som gik udenom fjendtlige byer, såsom Firenze.

### Navnet
Via Francigena blev brugt af ærkebiskop Siger i 990 og hele hans rute fra Canterbury i England til Rom, Via Francigena er latin og betyder på dansk Vejen opstået i Frankrig, og derfor kan navnet strengt taget kun bruges som betegnelse på den del, der løber gennem Italien, alligevel bruges navnet i dag om hele ruten fra Nordvesteuropa til Rom.

## Via Francigena i dag
De pilgrimme, der I dag rejser til Rom til fods, på cykel eller hesteryg bruger stadig Via Francigena, men det drejer sig om langt færre end dem, der rejser til Compostela. Derfor er indkvartering, såsom herberger, også meget mindre udviklet på Via Francigena end på Jakobsvejen, og pilgrimmene må ofte overnatte i de fri eller på dyrere hoteller eller pensionater.
I 1994 blev Via Francigena udpeget som Kulturrute af Europarådet, og den nuværende italienske premierminister Romani Prodi gav i november 2005 det valgløfte at arbejde for at revitalisere Via Francigena.